# Торальф Гаґен
Торальф Гаґен (норв. Thoralf Hagen, 22 вересня 1887 — 7 січня 1979) — норвезький академічний веслувальник.
Бронзовий призер Олімпійських Ігор 1920 (розпашні четвірки зі стерновим), 1920 (вісімки) років.